# SKS
Pour les articles homonymes, voir SKS (homonymie).
La SKS (Samozariadni Karabin sistemy Simonova, 1945 ; en français : « Carabine semi-automatique système Simonov 1945 ») ou SKS 45, est une carabine semi-automatique soviétique conçue en 1945 par Sergueï Gavrilovitch Simonov, adoptée en 1949 par l'Armée rouge au côté du fusil d'assaut AK-47. Avec la production massive des nouveaux fusils d'assauts, la SKS fut rapidement retirée des mains des unités de première ligne mais demeura l'arme des réservistes et des cérémonies officielles.
Elle fut largement exportée et fut produite par plusieurs pays de l'ancien Pacte de Varsovie. Parmi ceux-ci figurent la RDA (Karabiner S.), la Hongrie et la Roumanie en débutèrent la fabrication (Fusil 56M et Carabine Md. 1956) mais abandonnèrent rapidement pour produire des AK-47. Seules la Chine, la Corée du Nord et la Yougoslavie la modifièrent quelque peu.
Elle est de nos jours très appréciée sur le marché civil des armes de surplus militaire.

## Historique
À la fin de la Seconde Guerre mondiale, il apparut nécessaire à l'Armée rouge de se doter d'un nouveau fusil pour son infanterie. En effet, les vieux Mosin-Nagant à verrou étaient dépassés et avaient en outre une cadence de tir très faible, alors que les pistolets-mitrailleurs également utilisés (PPSh-41 et PPS-43) fournissaient un volume de feu bien plus important mais manquaient cruellement de précision à longue portée. Il fut donc décidé que la nouvelle arme devait être compacte (on s'était tourné vers des armes courtes durant le conflit), semi-automatique et chambrée dans un nouveau calibre intermédiaire entre celui des Mosin-Nagant (7,62 x 54 mm R) et ceux des pistolets-mitrailleurs (7,62x25 mm).

## Description

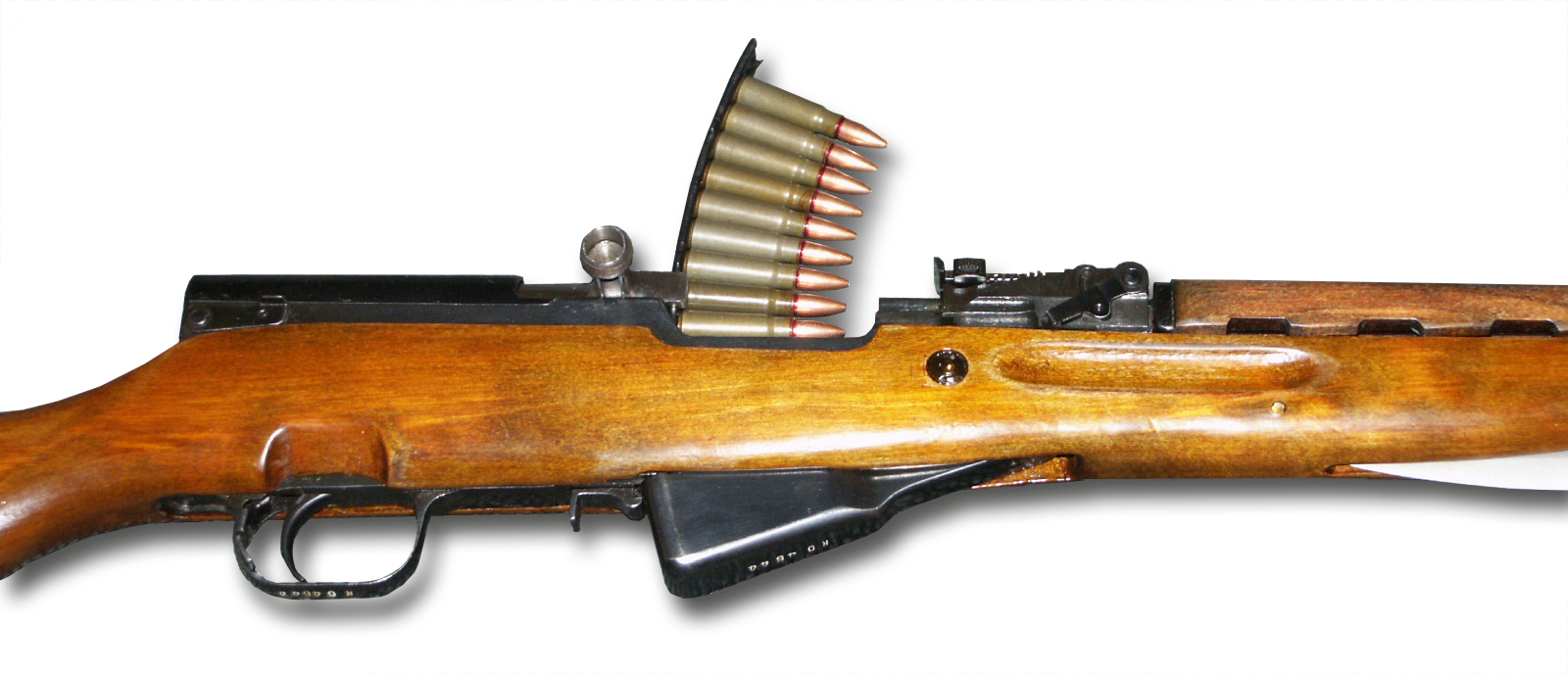
Une SKS et une lame-chargeur.

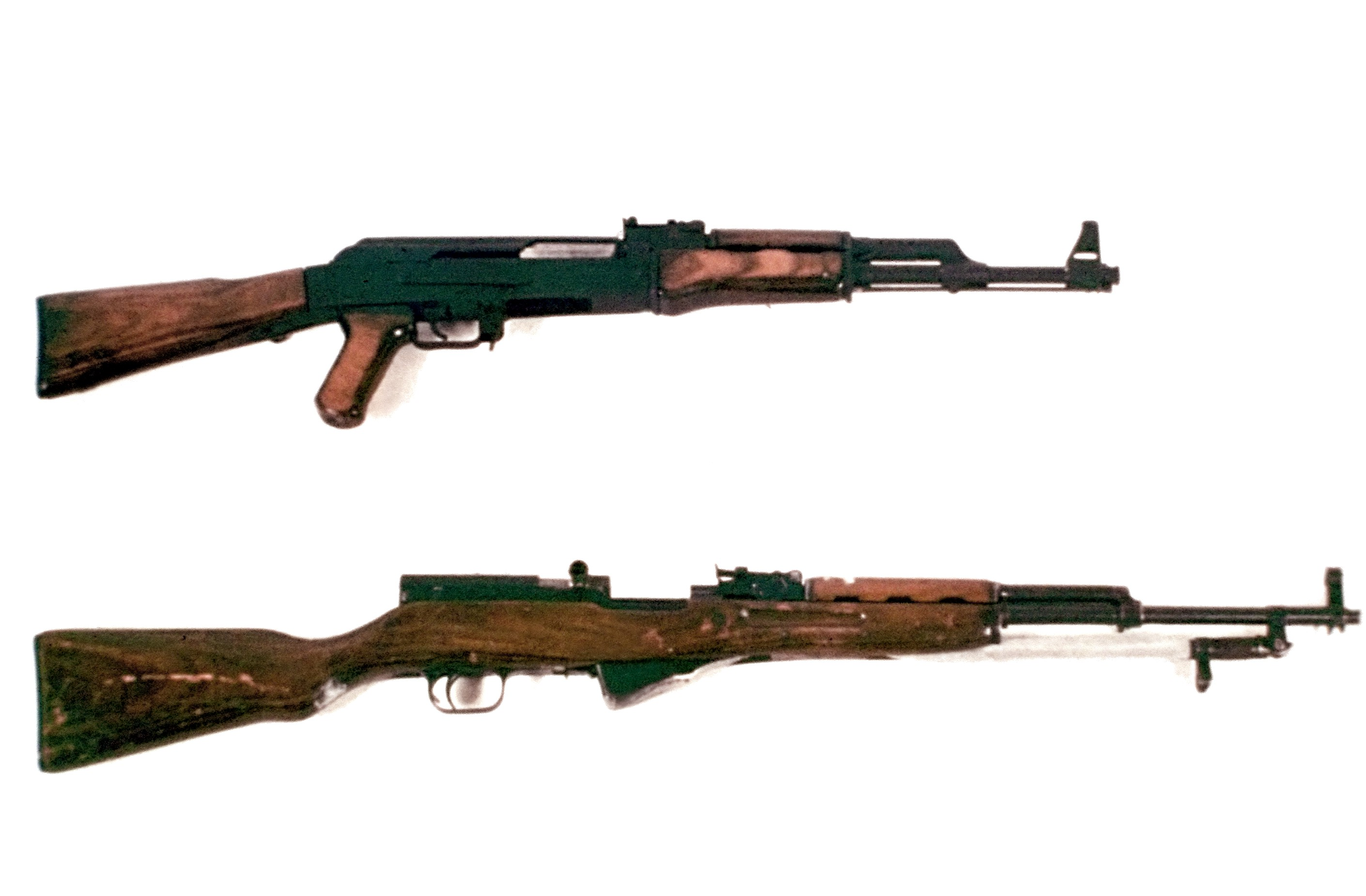
Un fusil AK-47 (en haut) et une SKS.

La SKS utilise la cartouche intermédiaire soviétique 7,62 × 39 mm M43. Elle dispose d'un chargeur fixe de 10 cartouches. Lors de son rechargement, une lame de 10 munitions est placée à l'entrée du magasin, puis les cartouches sont poussées à l'intérieur de celui-ci. Ses utilisateurs ne transportent donc pas de chargeurs avec eux, mais des lames-chargeurs.
Une fois les munitions introduites, la première est enclenchée dans la chambre par recul manuel de la poignée d'armement placée sur la droite de la boîte de culasse de l'arme. Après le premier tir, les gaz créés lors de la combustion de la charge de poudre des cartouches sont réutilisés pour actionner un système de pistons et de ressorts faisant reculer la culasse, éjectant l'étui de la cartouche tirée et insérant une nouvelle munition.

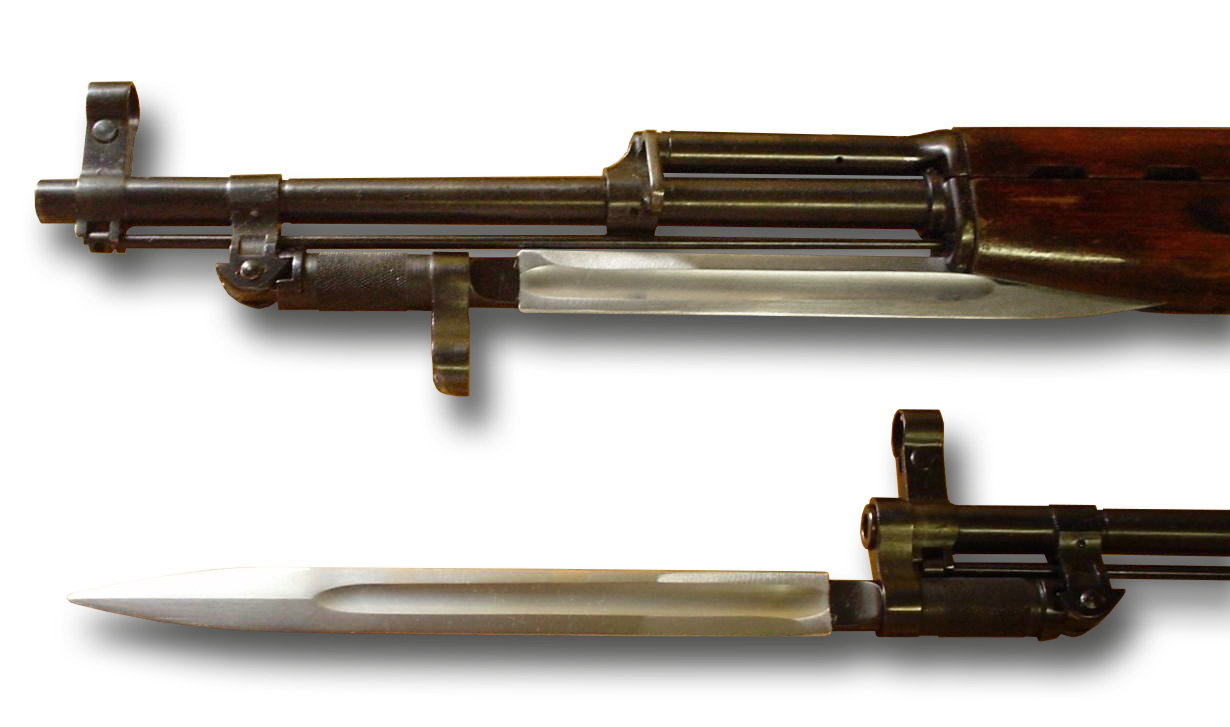
Baïonnette pliante de la SKS en position repliée et déployée.

Contrairement à l'AK-47, la SKS ne peut être utilisée qu'en mode semi-automatique. Les mécanismes de la SKS sont bien conçus et particulièrement fiables, d'où aussi son succès dans les armées du Tiers-Monde, qui ont besoin d'armes ne demandant pas trop d'entretien.
La SKS est une arme compacte et facile à prendre en main, son canon plus long de dix centimètres et demi que celui de l'AK-47 permet une précision et une portée supérieures à celles de ce dernier. La plupart des modèles disposent en plus d'une baïonnette pliante, repliable sous le canon, qu'elle a héritée de la carabine Mosin-Nagant modèle 1944.

## Variantes

### Type 56 chinoise

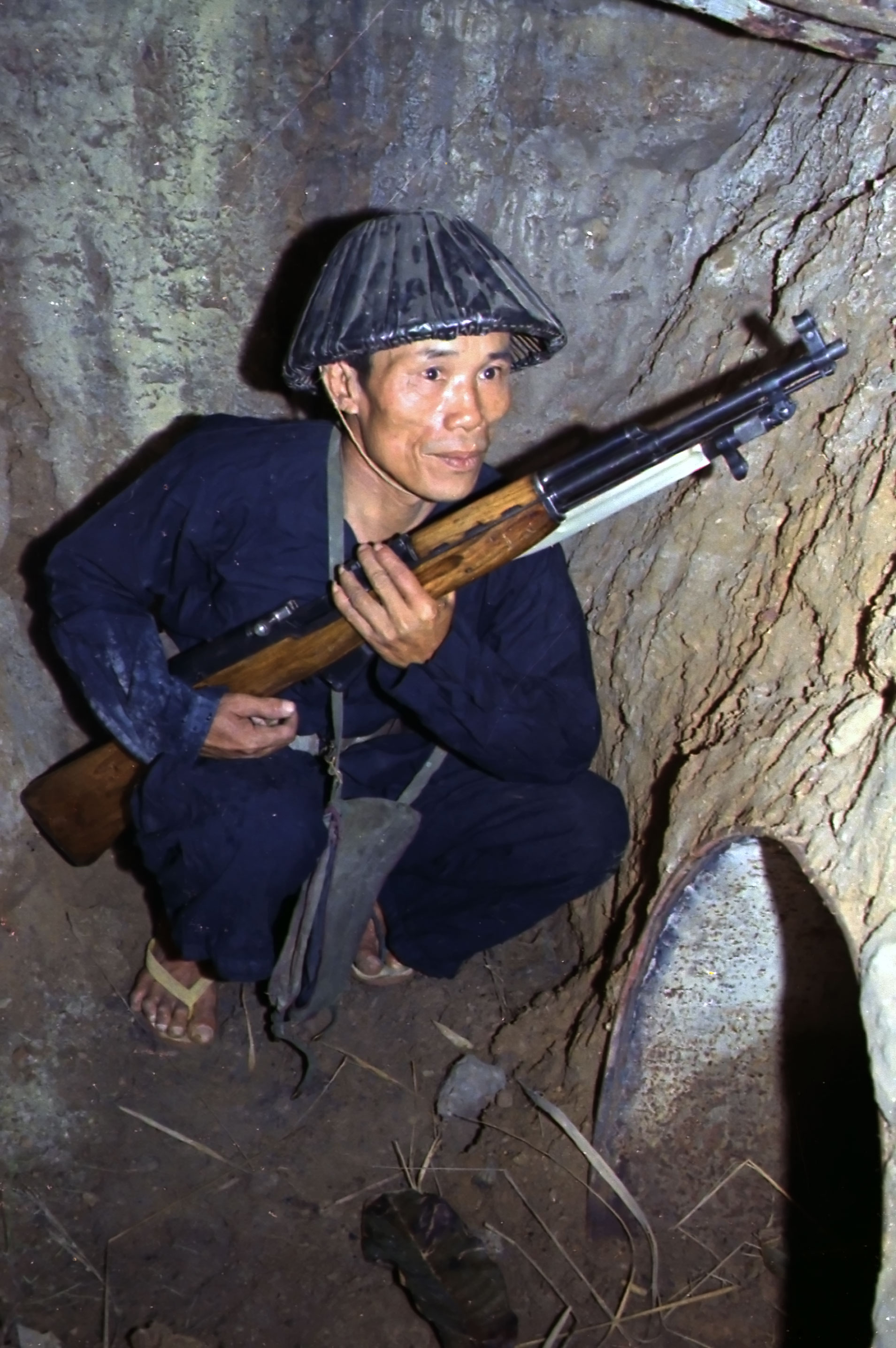
Un soldat Viet Cong dans un tunnel avec sa Simonov (1968) : « SKS 45 » ou « Carabine Type 1 » ?

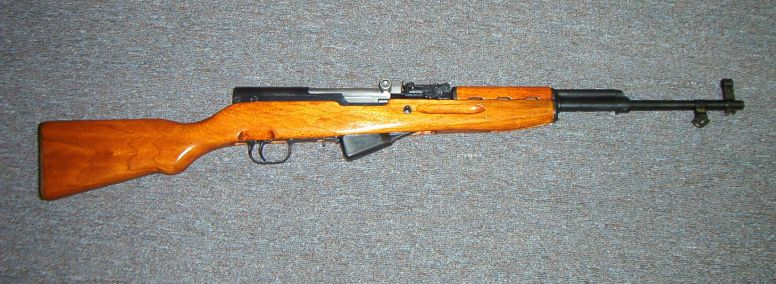
Les Armi Jager AP-88, comme les Norinco M8 (illustrée ici) n'ont généralement pas de baïonnette.

La république populaire de Chine produisit sa copie de la SKS de 1956 à 1971 dans son Usine no 26. Les premières carabines Type 56 chinoises étaient identiques aux modèles soviétiques. Celles fabriquées entre 1965 et 1971 étaient équipées d'une baïonnette plus longue et plus effilée, style qu'on rencontre généralement sur des baïonnettes plus anciennes (par exemple celles qui équipaient les vieux Lebel français). Produite à 1 million d'exemplaires, la Type 56 fut largement exportée dans le Tiers Monde et participa à la guerre du Viêt Nam (unités de deuxième ligne et milices villageoises viêtcong) puis à la guerre sino-vietnamienne en 1979. Elle n'est plus utilisée par l'armée populaire de libération depuis le début des années 1980 mais reste l'arme des cérémonies et des réservistes. Elle a servi de base aux Fusils Type 63/68.
La société China Sports importe de nombreuses Type 56 aux États-Unis et au Canada sous le nom de Norinco Model 8. Celle-ci, privée de sa baïonnette, est très appréciée pour chasser le daim. Les versions commerciales D et M, également produites par Norinco, sont alimentées par un chargeur courbe de trente coups identique à celui de l'AK-47.

### Modèle 1956 roumaine
Les arsenaux roumains ont produit de 1957 à 1960 la SKS type soviétique sous le nom de Carabine Md.1956.

### Type 63 nord-coréenne
Le complexe militaro-industriel de la république populaire démocratique de Corée a fabriqué sa propre version de la SKS sous la forme de la Carabine Type 63.

### Carabine de l'indépendance albanaise
L'Usine Mécanique de Gramsh a fabriqué sous licence la carabine Type 56 grandement modifiée pour l'Armée albanaise sous le nom de Fusil du 10 juillet.

### Type 1 viêtnamienne
La SKS soviétique fut produite aussi par les Nord-Vietnamiens (Carabine Type 1) avec quelques modifications.

### Variante commerciale italienne
De même la firme italienne Armi Jäger procéda à la conversion de surplus russes en .222 Remington pour les revendre ensuite en Europe occidentale sous le nom de Carabine AP88. L'AP 88-2 vendue en France était dépourvue de baïonnette et mesurait 102 cm pour 3 100 g avec son magasin réduit à 5 coups vide.

### Modèles yougoslaves
Au début des années 1950, l'URSS livre à la Yougoslavie des SKS. Après la rupture Tito-Staline, l'État communiste yougoslave produit une copie locale pour sa police et son armée : la carabine modèle 59.

#### En service dans l'Armée populaire yougoslave
Entre 1960 et 1970, près de 400 000 PAP (pour armes semi-automatiques) M59, M59/66 et M59/66A1 ont été produites pour le compte de l'Armée populaire yougoslave et de la Police yougoslave. 100 000 de ces armes ont été vendues à l'étranger. Les Zastava M59 étaient similaires aux SKS 45, mais les canons ne sont pas chromés intérieurement.
Les modèles M59/66 et M59/66A1 sont facilement identifiables des autres versions : elles disposent en effet, d'un cache-flamme cylindrique allongé permettant le tir de différents modèles de grenades de 22 mm aux normes OTAN. En outre, une alidade de visée rabattable pour le tir courbe est placée au-dessus du canon sur ces modèles qui furent largement exportés en Uruguay et au Mozambique. Les versions mozambicaines ont une monture en teck fourni par cette nation, mais la grande majorité des carabines yougoslaves ont des crosses en bois de hêtre. La qualité de fabrication est proche voire supérieure à celle du modèle provenant d'URSS.

#### Versions commerciales
Depuis 2003, le fabricant serbe a repris la fabrication de la M59/66 pour le marché civil. Il a également conçu une version chasse : la ZKP 66. Celle-ci possède une crosse, un garde-main et des éléments de visée différents du modèle militaire.
- Fiche technique M59 :
  - Masse : 3,85 kg
  - Longueur : 1 020 mm
  - Canon : 520 mm
  - Magasin : 10 cartouches

- Fiche technique M59/66 et 59/66A1 :
  - Masse : 4,10 kg
  - Manchon lance-grenade : 22 mm OTAN
  - Longueur : 1 120 mm
  - Canon : 560 mm
  - Magasin : 10 cartouches

## Carrière militaire

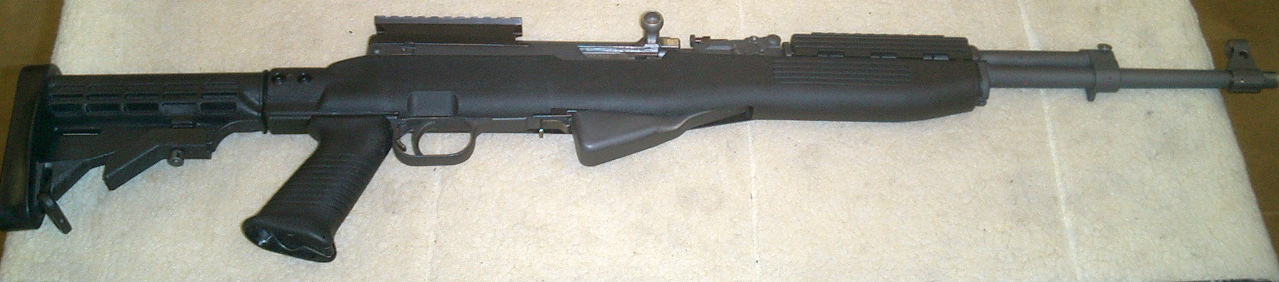
Une SKS modifiée avec une crosse type M4 et une nouvelle monture en polymère.

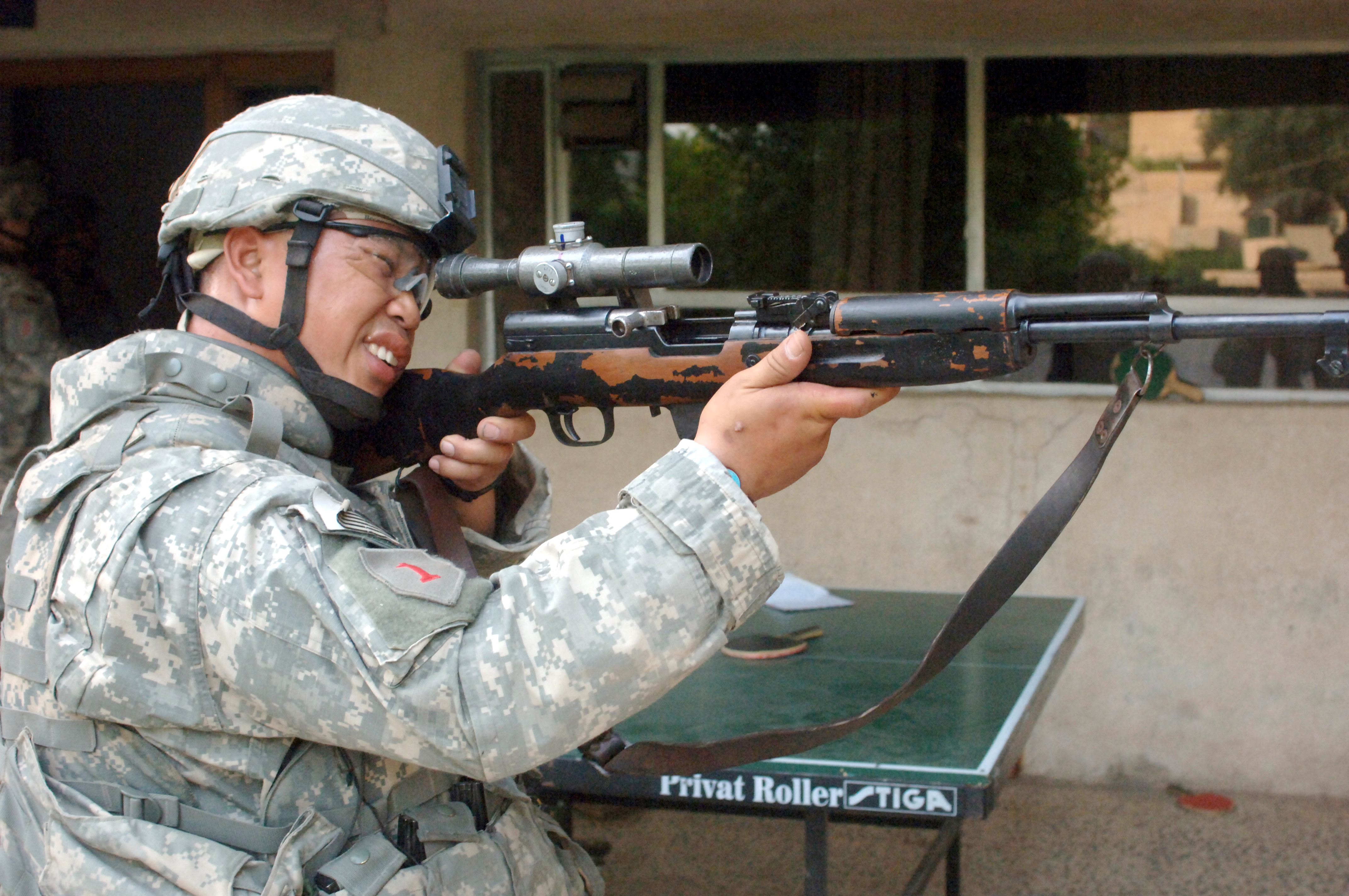
Un G.I. examine une SKS de la guérilla irakienne munie d'une lunette de tir lors de la Guerre d'Irak (années 2000).

Bien qu'elle ait été rapidement supplantée dans les unités de première ligne de l'Armée rouge par l'AK-47, cette carabine a été employée pendant la guerre de Corée et la guerre du Viêt Nam, ainsi qu'au cours de plusieurs autres conflits.
Parmi les nations qui utilisèrent militairement la SKS sans la produire figurent l'Afghanistan, l'Algérie la république populaire du Congo, l'Indonésie, l'Irak, le Laos, le Liban, la Mongolie,le Maroc, la RAU (Égypte), la Syrie et le Yémen du Sud.
La SKS fut retirée du service dans les années 1960 et 1970 au sein des armées du Tiers-monde proches de Moscou au bénéfice de l'AK-47. De nombreuses armes de surplus furent revendues dans les années 1990 et des photos et récits attestent de l'utilisation de SKS par des francs-tireurs en Bosnie-Herzégovine et en Somalie, de même que dans d'autres pays d'Afrique et d'Asie du Sud-Est (au Timor oriental notamment) au cours des années 1990 et 2000.
L'US Army en a rencontré en Afghanistan et en Irak, les militaires français firent de même aux Comores (Opération Azalée) en Côte d'Ivoire (Opération Licorne) et au Mali (Opération Serval).

## Carrière civile et criminelle
Dans les pays de la CEI, la SKS est une carabine de chasse courante.
Avec la fin de la guerre froide, de nombreuses SKS, issues des stocks du Pacte de Varsovie, ou des Carabines Type 56 neuves, affluèrent sur les marchés civils d'Amérique du Nord et d'Europe (Union européenne et Suisse). Ce phénomène explique le développement d'accessoires variés pouvant transformer une simple SKS en clone de l'AK-47 voire en fusil de sniper (bipied et lunette de visée). Ainsi, pendant les émeutes de 1992 à Los Angeles, des commerçants coréens ont utilisé des SKS pour défendre leurs magasins contre les pillards. Des SKS de surplus volées aux États-Unis, via le trafic d'armes, sont utilisées dans la guerre de la drogue au Mexique. Les groupes terroristes l’utilisent durant la guerre civile algérienne.

## Principaux utilisateurs militaires
- Afghanistan[2]
- Albanie[2]
- Algérie[2]
- Angola[2]
- Bangladesh[2]
- Biélorussie[3],[4]
- Bénin[2]
- Bulgarie : utilisé par l’unité de la garde nationale bulgare[2].
- Cambodge[2]
- Cap-Vert[2]
- Comores[2]
- Croatie[5] Limité aux cérémonies cérémonielles.
- Cuba[6]: Limité aux cérémonies cérémonielles.
- Égypte[7],[2]
- Guinée équatoriale[2]
- Guinée[2]
- Guinée-Bissau[2]
- Guyana[2]
- Hongrie[2]
- Indonésie[8] (ancien utilisateur)
- Irak[5] : employé par la Guerilla irakienne comme fusil de sniper du fait du canon long.
- Kazakhstan[9]
- Kosovo[5]
- Kirghizstan[5]
- Laos[2]
- Libye[2]
- Macédoine[5]
- Mali[5]
- Moldavie[5]
- Mongolie[10]
- Mozambique[2]
- Corée du Nord[11],[2]
- Oman[7]
- Palestine[5]
- Pologne[12],[13]
- République démocratique allemande[11] (ancien utilisateur)
- République populaire de Chine[11]
- République Tchèque[5]
- Rhodésie[14] (ancien utilisateur)
- Roumanie[15]
- Russie : utilisé par le Ministère des Affaires intérieures de Russie[16].
- Rwanda[17]
- Sao Tomé-et-Principe[2]
- Serbie[5]
- Seychelles[2]
- Sierra Leone[2]
- Slovénie[5]
- République démocratique populaire du Yémen (transmis à l'État successeur)
- Sri Lanka[2]
- Soudan[2]
- Syria[5]
- Tadjikistan[18]
- Tanzanie[2]
- Turkménistan[19]
- Ouganda[2]
- Ukraine[20]
- Union soviétique (ancien utilisateur)
- Uzbekistan[21],[22]
- Vietnam[2]
- Yemen[7]
- Yougoslavie : utilisé par la république fédérative socialiste de Yougoslavie[11],[2] (ancien utilisateur).
- Zimbabwe[5]

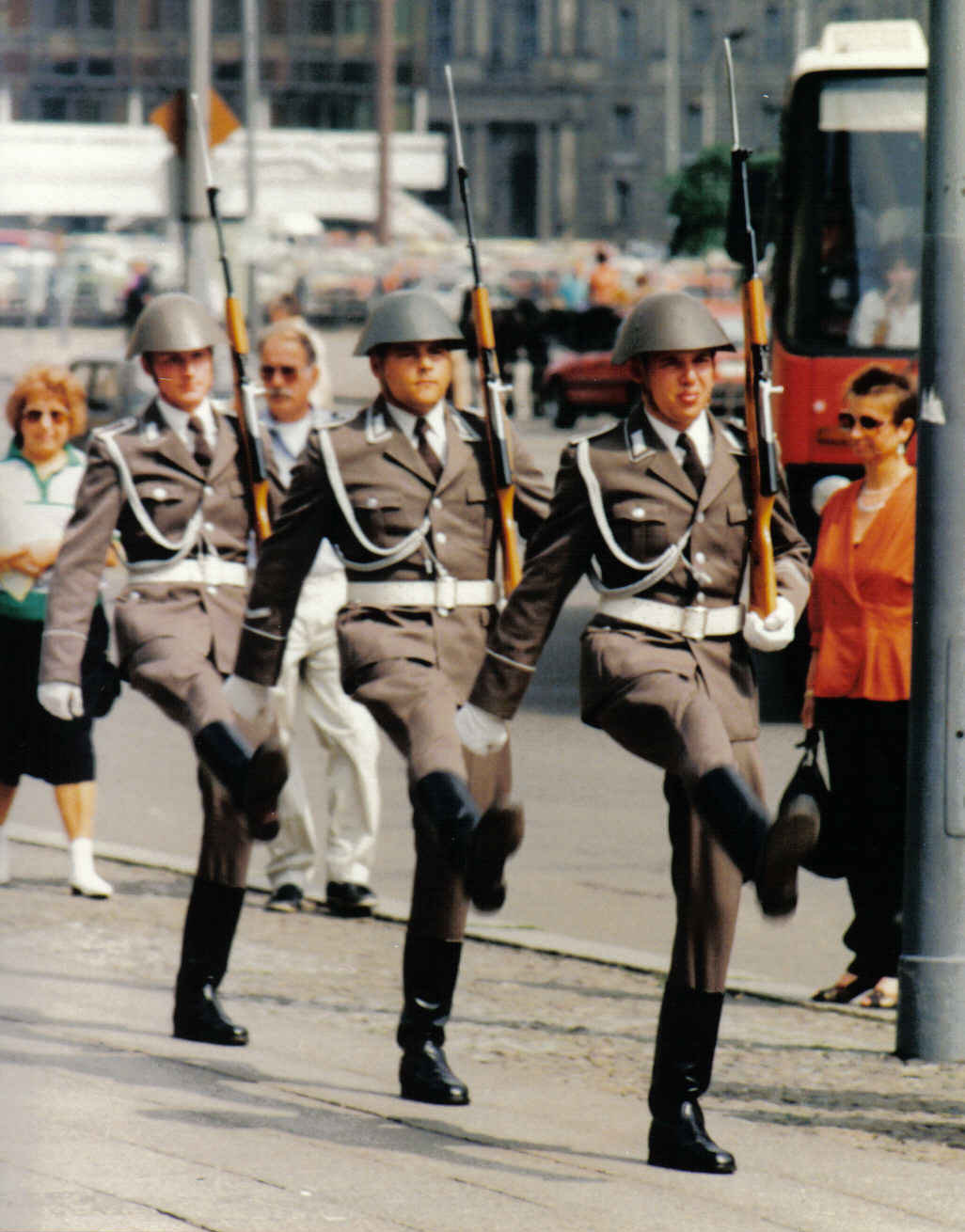
Gardes d'honneur de la Nationale Volksarmee d'Allemagne de l'Est armés de SKS devant le Neue Wache à Berlin sur l'avenue Unter den Linden.
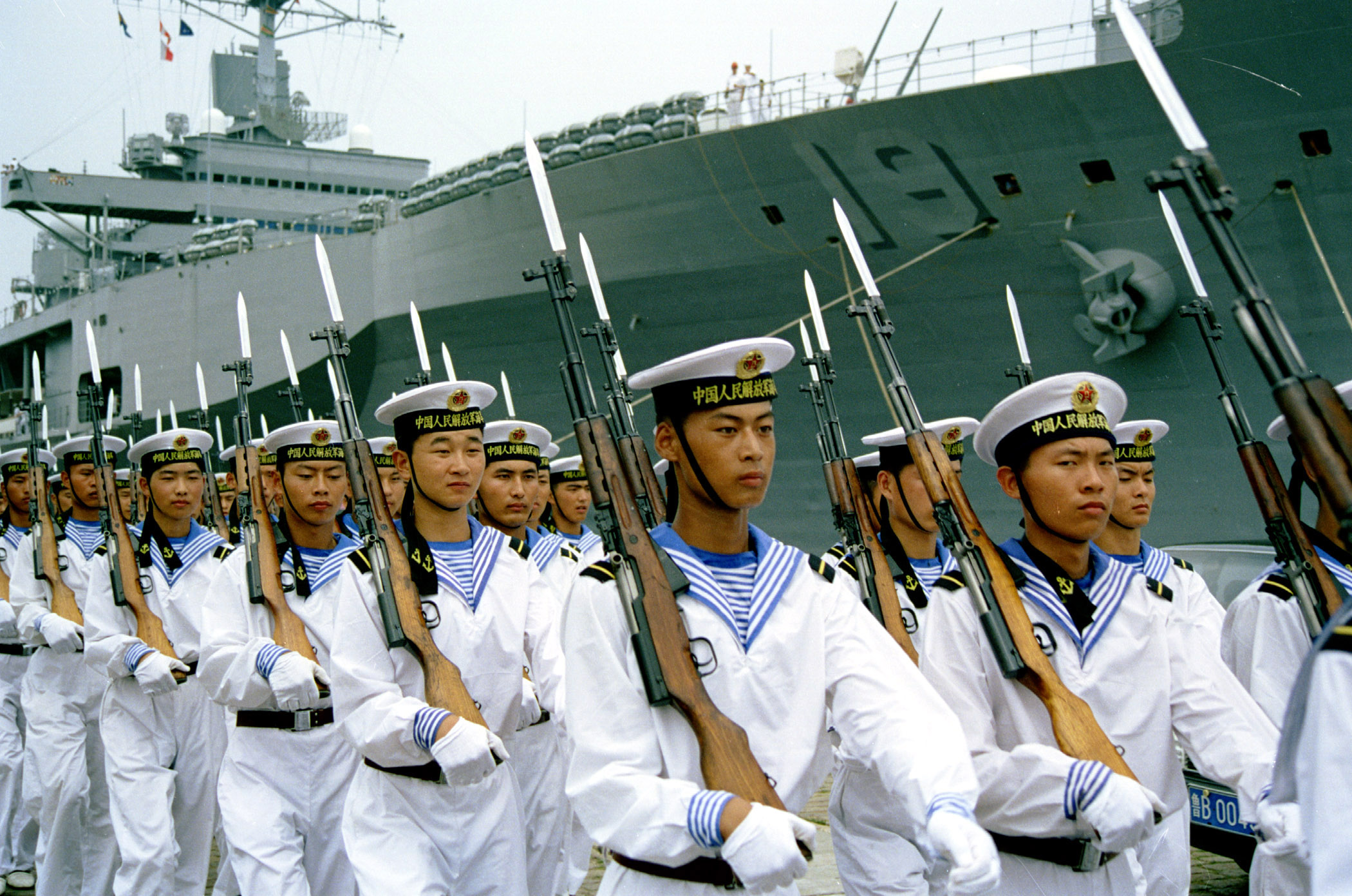
Marins de la Marine chinoise à Qingdao, le quartier général de la North Sea Fleet (en), paradant avec des Carabines chinoises Type 56.
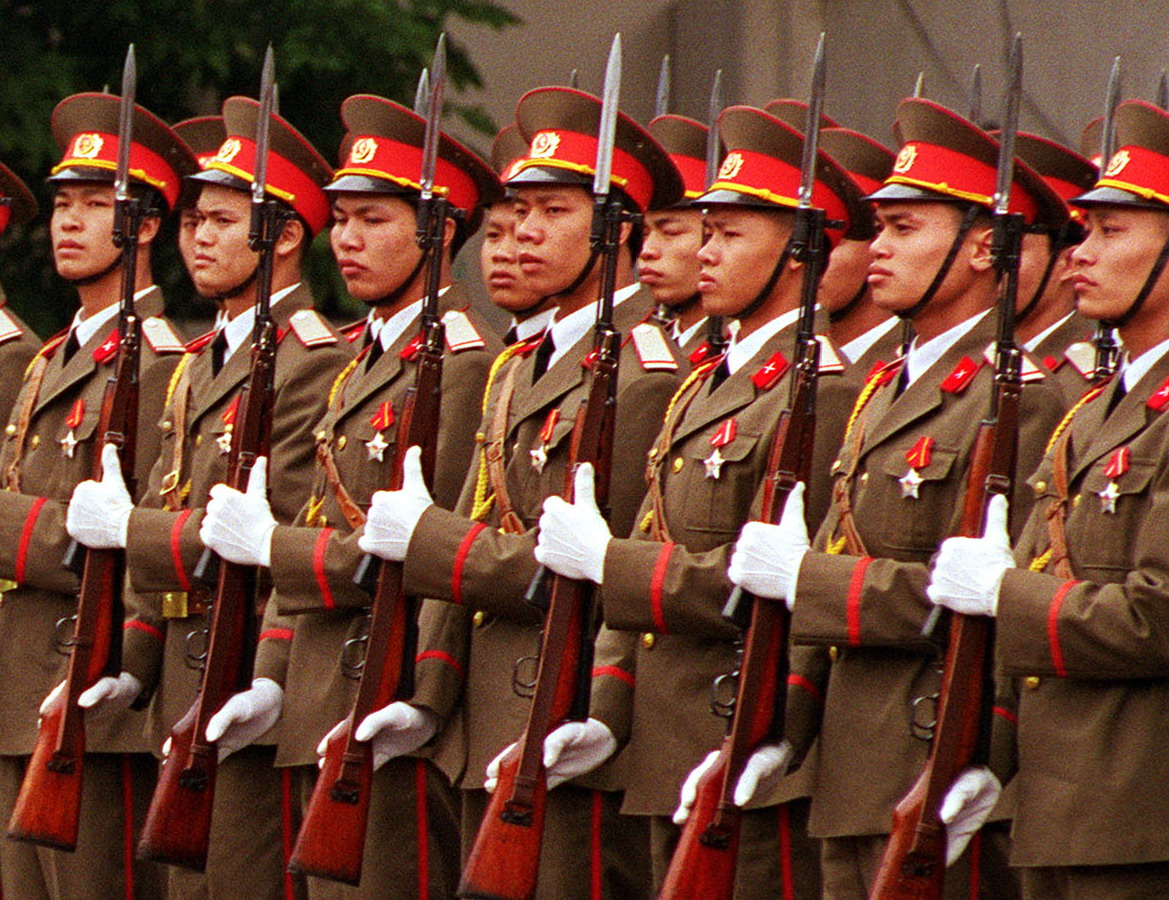
Soldats de l'Armée populaire vietnamienne paradant avec des carabines SKS.
Militaires des Forces armées et de sécurité du Mali armés de SKS (2008).

## Dans la culture populaire
Moins connue des cinéastes, des cinéphiles, des joueurs de jeux-vidéo ou des fans de séries TV que l'AK-47 (ou son clone chinois), la SKS est visible dans de nombreux succès audiovisuels.

### Films
La SKS apparait notamment dans les films suivants.
- L'Espion qui venait du froid
- Largo Winch 2
- Les Larmes du Soleil
- Mad Max: Fury Road
- Le Pacificateur
- Nous étions soldats

### Jeux vidéo
La SKS apparait notamment dans les jeux vidéo suivants.
- ArmA 2 (version standalone)
- Battlefield 3 et Battlefield 4
- Call of Duty: Modern Warfare
- Call of Duty: Mobile
- PlayerUnknown's Battlegrounds Mobile
- PlayerUnknown's Battlegrounds
- Commandos: Strike Force
- Escape from Tarkov
- Insurgency: Modern Infantry Combat
- No More Room in Hell (en)
- série Jagged Alliance
- PlayerUnknown's Battlegrounds
- Rising Storm 2: Vietnam
- Survarium
- World War Heroes
- Arena Breakout

### Sources
- LONASSAC, « Les deux principaux fusils du Nord-Viêtnam et du Viêt-công : SKS 45 - AK 47 / AKM », Cibles, hors série « La Guerre du Vietnam 1964-1975 », novembre 2015.
- Arnaud Lamothe et Pierre Breuvart, « SKS 45 : un FSA soviétique pour le TAR (1re partie) », Cibles no 569, août 2017.

#### Ouvrages
- Dominique Venner, Les Armes soviétiques, Grancher, 1980.
- Edward Clinton Ezell, Encyclopédie Mondiale des Armes légères, Paris, Pygmalion, 1980 et 1989 (1re et 2e éd° françaises).
- Ian V. Hogg, John Weeks, Les Armes légères du XXe Siècle, Paris, Éditions De Vecchi, 1981.
- Richard D. Jones, Jane's Infantry Weapons 2009/2010. Jane's Information Group, 35e édition (27 janvier 2009).  (ISBN 978-0-7106-2869-5)
- Chris Cocksn, Fireforce: One Man's War in the Rhodesian Light Infantry, 1er juillet 2001  (ISBN 1-919874-32-1), p. 83.
- Martin J. Dougherty, Armes à feu : encyclopédie visuelle, Elcy éditions, 304 p. (ISBN 9782753205215), p. 142-143.